# Lottomatica
GTECH S.p.A. (ya Lottomatica S.p.A.) es una empresa italiana que se ocupa de la gestión de la lotería y otros juegos de azar en Italia y otros lugares del mundo, siendo la mayor operadora de loterías a nivel mundial (dueña entre otras de la estadounidense Gtech); se encarga, además, de explotar las terminales de recaudación de otros servicios como:
- pagos de multas, cánons
- pagos de certificados
- venta de recargas de teléfono móvil
- servicio de reserva y venta de entradas

Tiene su sede en Roma, y está presente en la bolsa de Milán.

## Principales accionistas
- De Agostini S.p.A. - 53,03%
- Mediobanca S.p.A. - 6,918%
- Gruppo Assicurazioni Generali - 4,166% - dividido en:
  - Nuova Tirrena S.p.A. - 2,864%
  - INA Assitalia S.p.A. - 0,431%
  - Assicurazioni Generali S.p.A. - 0,426%
  - Alleanza Assicurazioni S.p.A. - 0,249%
  - Intesa Vita S.p.A. - 0,124%
  - Fata Assicurazioni Danni S.p.A. - 0,023%
  - Genertel S.p.A. - 0,023%
  - Fata Vita S.p.A. - 0,013%
  - Banca Generali S.p.A. - 0,01%
  - La Venezia Assicurazioni S.p.A. - 0,003%
  - Fidelity International Limited - 3,356%

Datos actualizados a 14 de mayo de 2007 según el comunicado de la Consob sobre participaciones relevantes.